# Alba Silvius
Alba Silvius (en latin : Alba, -ae Silvĭus, -i) est un personnage probablement mythique, plusieurs fois cité par les chroniqueurs médiévaux (comme élément de datation).

Il serait un des monarques grecs successeurs ou descendants directs d'Énée.

## Histoire
Selon les récits fondateurs et plus ou moins mythiques, après la prise de Troie, Énée devient le premier à régner sur les Latins à Lavinium.
Une chronologie en vogue au Haut Moyen Âge veut qu'Enée ait été précédé par Janus, Saturne, Picus, Faunus et Latinus qui avaient été rois avant lui (leur domination ayant duré près de cent cinquante ans selon Lucius de Tongres).
Énée n'a régné que trois ans et son règne aurait commencé trois ans, ou selon d'autres huit ans, après la ruine de Troie.
C'est Ascagne son fils qui régne à sa suite à Lavinium puis sur Albe la Longue, durant 38 ans selon toutes les éditions d'Eusèbe (mais certains textes, médiévaux, sans doute à la suite d'une erreur de copiste évoquent le chiffre de 31 ans, repris par Lucius de Tongres semble-t-il).
Le troisième fut Silvius qui régna 29 ans, suivi d’Énée Silvius (qui aurait régné 31 ans) puis de Latinus Silvius qui aurait régné 50 ans, suivi d’Alba Silvius (qui régna 39 ans) selon les écrits de Lucius de Tongres rapportés par Jacques de Guyse.